# James Bond 007: The Duel
James Bond 007: The Duel (００７死闘, 007 Shitou, dans sa version japonaise) est un jeu vidéo d'action sorti en 1991 sur Game Gear, Master System et Mega Drive. Le jeu a été développé par The Kremlin et est basé sur le personnage James Bond.

## Scenario
The Duel diffère des autres jeux basés sur l'univers de 007 dans le sens ou il n'est pas l'adaptation d'un film. Plutôt que d'inventer un scénario complet, les développeurs ont décidé de centrer le jeu sur des scènes d'actions inspirées de l'univers des films, sans véritable méchant (même si "docteur Gravemar" est mentionné dans le livret du jeu, aucun ennemi ou boss final de ce nom n'apparait dans le jeu).
Le jeu comporte cinq niveaux, le premier étant le plus facile et le quatrième le plus difficile, le cinquième étant une sorte de niveau "bonus" (une arène dans laquelle il faut vaincre le boss final).
Le premier niveau voit 007 traverser un bateau. Le boss de ce niveau est Requin. 
Le deuxième niveau se déroule dans la jungle, aux abords d'un volcan. Le premier boss de ce niveau est Baron Samedi, le second un tank.
Le troisième niveau se déroule dans une base aménagée au fond d'un volcan. Le niveau est particulièrement difficile car construit sur quatre étages et rempli de pièges. Le boss est May Day.
Le quatrième niveau se déroule dans un silo de lancement de fusées. Tout comme le niveau 3, il faudra faire particulièrement attention aux étages, plutôt nombreux. Le boss est Odd Job.
Le niveau final est un combat contre un robot piloté par Requin.
Le jeu se termine par une image de 007 devant une femme et sa voiture.

## Système de jeu
The Duel est un jeu de type run and gun en vue de profil, inspiré de nombreux jeux d'arcades tels que Contra.
Le joueur contrôle James Bond (à l'effigie de Timothy Dalton, encore sous contrat à l'époque pour incarner le célèbre agent secret au cinéma) et démarre à l'extrémité gauche du niveau. Armé d'un pistolet et de grenades, le joueur doit se diriger vers l'extrémité droite du niveau afin de remplir deux objectifs : d'abord, sauver des otages féminins souvent cachés ou difficilement accessibles. Ensuite, armer une bombe placée généralement à la fin du niveau, puis s'échapper avant la fin du compte à rebours. Sur son chemin, Bond devra éliminer de nombreux ennemis et des boss familiers. Il est également possible de ramasser différents objets, comme des chargeurs (attention, ceux-ci explosent au bout d'un certain temps), des vies supplémentaires ou des "Valises Q", qui redonnent au joueur l'intégralité de ses vies et de ses chargeurs ainsi qu'un certain nombre de grenades. 
Le jeu est souvent comparé à la série de Namco Rolling Thunder, mais il était beaucoup moins populaire avec les critiques.